# Дисертация
Дисертацията (наречена още „докторантски труд“) е писмена научна работа за придобиване на научна степен „доктор“ във висше учебно заведение (най-често университет), която се защитава публично от своя автор.
Терминът „дисертация“ произлиза от латинската дума dissertatio, която означава „конфронтация, разискване, обширно обсъждане“.